# Criorhina excavata
Criorhina excavata är en tvåvingeart som beskrevs av Charles Howard Curran 1929. Criorhina excavata ingår i släktet pälsblomflugor, och familjen blomflugor. Inga underarter finns listade i Catalogue of Life.